# Daddy cool
Daddy cool és una pel·lícula de comèdia francesa de 2017 dirigida per Maxime Govare. S'ha doblat al català.
La pel·lícula es va rodar a París. La primera setmana als cinemes, 159.402 espectadors van veure Daddy cool a França. Al final de comercialitzar-se, el total acumulat d'espectadors va ser de 265.678.

## Sinopsi
L'Adrien, un home immadur de 40 anys, és abandonat per la Maude, de 35 i que vol formar una familia. En un intent per recuperar l'amor de la seva vida, l'Adrien decideix obrir una guarderia al seu l'antic apartament.

## Repartiment
- Vincent Elbaz: Adrien
- Laurence Arné: Maude
- Grégory Fitoussi: Renaud
- Jean-François Cayrey: Emmanuel
- Bernard Le Coq: Martin, l'oncle d'en Maude
- Juliette Pivolot: Juliette
- Abel Mansouri Asselain: Abel
- Maxence Chanfong-Dubois: Maxence
- Vanessa Demouy: Yasmine